# 安條克十世
安條克十世（敬神的·篤愛父親者）（拉丁文轉寫: Antiochou Eusebes Philopator ），希臘化時代塞琉古王國後期陷入王室內戰的其中一位國王，是安條克九世的兒子。
安條克九世在在戰場被塞琉古六世的軍隊所殺後，安條克十世於前95年繼承其父親的王位，並與繼母克麗奧佩脫拉·塞勒涅一世結婚，他即位後第一件成就就是擊敗有血緣關係的塞琉古六世，為父之死報仇。他的稱號Eusebes Philopator也顯示這個事件，Eusebes是他父親安條克九世的稱號，而Philopator為「篤愛父親者」之意。安條克十世僅統治王國首都安條克和周圍鄰近地區，並與塞琉古六世的其他兄弟不斷內戰，同時也不停與安息、納巴泰王國對抗。
安條克十世與其他王室不斷內戰，約在前92年王國首都安條克落入腓力一世手中，但安條克十世仍保有一些領地，安條克十世何時結束統治不清楚，弗拉維奧·約瑟夫斯估計他大約在前90年與安息作戰時被殺，然而，阿庇安卻說安條克十世一直存活到前83年，當時亞美尼亞王國提格蘭二世擊敗了安條克十世，對於這兩個時間之間並沒有更多有關安條克十世的紀錄。
在羅馬將軍龐培把提格蘭二世逐出敘利亞後，他立安條克十世之子安條克十三世為塞琉古國王，成為羅馬的屬國。